# Los Eucaliptos
Los Eucaliptos es un paraje rural del partido de Monte, provincia de Buenos Aires, Argentina.

## Ubicación
Se encuentra a 11 km al oeste de la ciudad de San Miguel del Monte.

## Población
Durante los censos nacionales del INDEC de 2001 y 2010 fue considerada como población rural dispersa.

## Ferrocarril
Era una parada del Ferrocarril Provincial de Buenos Aires. Desde su estación ferroviaria pasaban los ramales a La Plata, Mira Pampa, Azul y Loma Negra.